# Bolitoglossa hiemalis
Bolitoglossa hiemalis е вид земноводно от семейство Plethodontidae.

## Разпространение
Видът е разпространен в Колумбия.